# Římskokatolická farnost Partutovice
Římskokatolická farnost Partutovice je územní společenství římských katolíků s farním kostelem svatého Mikuláše v děkanátu Hranice.

## Historie farnosti
První kostel byl v obci postaven na konci třináctého století, kolem roku 1430 ho husité vypálili. Nový zděný kostel dal postavit roku 1625 kardinál Dietrichštejn. Současný barokní kostel byl postaven na místě předcházejícího chrámu v letech 1786–1789.

## Duchovní správci
Současným duchovním správcem (prosinec 2017) je jako administrátor excurrendo R. D. Mgr. Ing. Radomír Šidleja.

## Bohoslužby
| Kostel           | Místo       | Bohoslužba (den)     | Hodina     | Poznámka     |
| ---------------- | ----------- | -------------------- | ---------- | ------------ |
| svatého Mikuláše | Partutovice | neděle úterý čtvrtek | 9.35 18.00 | farní kostel |

## Aktivity ve farnosti
Ve farnosti se pravidelně̟ koná tříkrálová sbírka. V roce 2017 se vybralo více než 30 000 korun.